# Ermenegildo Pini
Ermenegildo Pini, né le 17 juin 1739 à Milan et mort dans cette même ville le 3 janvier 1825, est un naturaliste, géologue et philosophe italien.

## Biographie
Ermenegildo Pini naquit en 1741 à Milan et entra de bonne heure dans la congrégation des Clercs réguliers de Saint-Paul, dite des Barnabites. Doué d’une intelligence puissante, il cultiva avec succès la théologie, la métaphysique, les mathématiques, la mécanique et l’architecture ; mais les sciences naturelles furent surtout l’objet de sa prédilection. Professeur de chimie et de minéralogie du collège Saint Alexandre, à Milan, il y fit établir un musée d'histoire naturelle, dont il fut nommé conservateur par l’impératrice Marie-Thérèse, et contribua à augmenter celui de Pavie ; puis, comme on n’avait encore à cette époque en Italie aucun traité élémentaire d’histoire naturelle, il publia une traduction annotée des Eléments d'histoire naturelle de Nathanael Gottfried Leske  et différents ouvrages originaux. C’est à lui qu’on doit la découverte d’une belle variété de feldspath, à laquelle il donna le nom d’Adularia. Ses fréquentes excursions dans les Alpes et différents voyages faits dans les principales contrées de l’Europe aux frais du gouvernement lui avaient aussi fourni l’occasion d’observer les nombreux phénomènes géologiques. Il y a deux manières de les expliquer : par l’action du feu ou par celle de l’eau. Le premier de ces systèmes comptait à la fin du XVIIIe siècle parmi ses partisans les géologues les plus distingués, et il était fort à la mode à Milan, où Scipione Breislak le défendait avec beaucoup d’esprit. Cela n’empêcha point Pini de soutenir l’hypothèse contraire, comme étant la seule conforme aux traditions bibliques. Il publia sur ce sujet plusieurs opuscules qui produisirent peu d’effet, bien qu’il eût eu l’art de répandre beaucoup de charme et d’intérêt sur un sujet assez aride en lui-même. Un ouvrage intitulé la Protologia, contenant un nouveau système métaphysique, fit plus de bruit. Pini jouit sous l’administration française d’une faveur méritée. Il fut nommé successivement membre de l’institut italien, de la société des sciences, du conseil des minières, chevalier de l'Ordre de la Couronne de fer et l’un des trois inspecteurs généraux de l’instruction publique. Il mourut à Milan le 3 janvier 1825.

## Œuvres
- Dell’architettura, dialoghi, Milan, 1770, in-4° ;
- Introduzione allo studio della storia naturale, ibid., 1773, in-8° ;
- Osservazioni mineralogiche sulla miniera di ferro di Rio ed altre parti dell’isola d’Elba, ibid., 1777, in-8°, avec 2 planches ; traduit en français par M. de Vialés, colonel du génie en Corse (Journal de physique, 1778, t. 2, p. 413-438) ;
- Memoria mineralogica, etc., sur de nouvelles cristallisations de feldspath et autres singularités renfermées dans les granits des environs de Baveno, ibid., 1779, in-8°, avec 2 planches ;
- De venarum metallicarum excoctione, ibid., 1779-1780, 2 vol. in-4°, avec figures. Le tome 1er traite des mines, des fourneaux, des moyens employés pour séparer les divers métaux qui se trouvent réunis dans les mêmes filons et enfin des connaissances indispensables à tous ceux qui travaillent à l’exploitation des mines. Le tome 2e renferme la description des procédés les plus usités pour la préparation du plomb, du cuivre, de l’argent, de l’or, de l’étain et du fer. Ce traité, excellent pour l’époque, est le principal titre de gloire du P. Pini ; il a eu plusieurs éditions : la meilleure est celle de Vienne, 1785, 2 vol. in-4°.
- Memoria mineralogica sulla montagna di San-Gottardo e i suoi contorni, Milan, 1783, in-8°, avec une planche ;
- Descrizione di un Pentanlo, machine propre à aspirer et à élever un fluide quelconque, ibid., 1783, in-8° ;
- Della maniera di preparare la torba e usarla a fuoco, ibid., 1785, in-8° ;
- De l’élévation des principales montagnes et de diverses autres parties de la Lombardie autrichienne, dans le Journal de physique, 1785, p. 8-25 ;
- Saggio d’una nuova teoria della terra ;
- Addizioni ai Saggi, etc., ou réponses aux critiques qu’on avait faites de cette théorie ;
- Saggio sulle rivoluzioni del globo terrestre per l’azione del acque. Ces trois derniers travaux furent publiés dans les tomes 13, 14 et 15 des Opuscoli scelti, Milan, in-12.
- Trattato di protologia, Milan, 1803, 3 vol. in-8° ;
- Viaggio geologico per diverse parti meridionali d’Italia ;
- Riflessioni analitiche sui sistemi geologici, Milan, 1811 , in-8°. Le but de l’auteur en écrivant ce livre était de réfuter Breislak, qui venait de publier l’Introduction à la géologie, où il soutenait que la fluidité primitive du globe était ignée. Le P. Pini, appuyé sur le passage de la Genèse où il est dit que l’Esprit de Dieu reposait sur les eaux, soutenait, au contraire, que cette fluidité était aqueuse. Passant ensuite à l’histoire du déluge selon Moïse, et à l’explication que Breislak avait hasardée des corps organiques fossiles, en supposant que la mer fût jadis et longtemps élevée bien au-dessus de son niveau actuel, le P. Pini démontra que le phénomène s’explique également par une inondation extraordinaire et passagère, telle que les livres sacrés la racontent. Il écrivit depuis sur la même matière plusieurs ouvrages de moindre importance. Cesare Rovida, ancien professeur de mathématiques au lycée de Porte-Neuve, à Milan, et ami du P. Pini, lui a consacré une notice sous le titre d’Elogio biografico e breve analisi delle opere di Ermenegildo Pini, etc., Milan, Truffi, 1832, in-8° de 142 pages[1].